# Badischer Chorverband
Der Badischer Chorverband 1862 e. V. (BCV) ist die Dachorganisation der Gesangsvereine in Baden und entstand 1862 in Karlsruhe in Anwesenheit von Repräsentanten von 42 badischen Gesangvereinen. Er hieß vor der Umbenennung durch die Jahreshauptversammlung in Bruchsal im April 2009 Badischer Sängerbund e. V. (BSB).

## Organisation
Der Badische Chorverband ist die größte Dachorganisation für Gesangvereine und Chöre in Baden. Mit rund 1.327 Mitgliedsvereinen und rund 52.000 Sängerinnen und Sängern ist er der viertgrößte Landesverband des Deutschen Chorverbandes. Die Mitgliedschöre des BCV sind in 21 regionalen Chorverbänden zusammengeschlossen. Präsident ist seit 2006 der ehemalige Ettlinger Oberbürgermeister Josef Offele. Sein Vorgänger, Albrecht Münch, hatte das Amt von 1986 bis 2006 inne.
Sitz und Geschäftsstelle befinden sich in Karlsruhe. Der BCV gibt als Mitgliedszeitschrift den Baden vokal heraus.

## Geschichte
Nach dem Zweiten Weltkrieg zerfiel der Sängerbund entsprechend den beiden Besatzungszonen in die selbständigen Teile Süd und Nord. Beide Teile wurden bereits 1950 in Rastatt wieder zum BSB zusammengelegt.
Der „Badische Sängerspruch“ von 1891 wird zum Abschluss jeder Hauptversammlung gesungen:
„Vom See bis an des Maines Strand eint uns der Töne mächtig Band: Hoch deutsches Lied! Hoch Badnerland!“
Im Jahre 2000 machte der Badische Sängerbund Schlagzeilen, als er durch ein Urteil des Landgerichts Karlsruhe zur Aufnahme dreier homosexueller Chöre gezwungen werden musste.
12 Jahre später feierte der Badische Chorverband sein 150-jähriges Jubiläum. Der BCV ist Mitglied beim Landesmusikverband Baden-Württemberg.

## Veranstaltungen
Der Badische Chorverband ist Ausrichter von Seminaren und Veranstaltungen, Chorwettbewerben, Weiterbildungen und Chorleiterausbildungen für Sängerinnen und Sänger.

## Präsidenten
- Friedrich Mossdorff 1844–1863
- Karl Heilig 1863–1867
- Herr Battlehner 1868–1869
- Gustav Hametter 1869–1881
- Hugo Hauser 1882–1884
- Richard Sauerbeck 1884–1909
- Adolf Wilser 1909–1920
- Krieg 1920–1924
- Oskar Metzger 1924–1933
- Rathmann 1933–1934
- Karl Schmitt 1934–1942
- Adolf Schmidt 1942–1945
- Karl Heß 1950–1958
- Friedrich Franz Hespeler 1958–1968
- Robert M. Honold 1968–1986
- Albrecht Münch 1986–2006
- Josef Offele seit 2006